# Liste des personnages d'Avatar
La liste des personnages d’Avatar recense les noms et les présentations simplifiées des principaux personnages de cet univers fictif.

## Univers
Au XXIIe siècle, les habitants de la Terre subissent une crise énergétique et sont contraints d'aller chercher des ressources ailleurs. Ils ont décidé d'établir une base sur Pandora afin d'y extraire de l'unobtanium et d'y étudier la faune et la flore locale,. Les indigènes de Pandora, les Na'vis, sont hostiles aux projets miniers des humains, et des heurts ont souvent lieu. Dans le but d'entrer en contact avec eux et d'apaiser les tensions, les humains développèrent des hybrides humain-na'vi appelés « avatars ». Ceux-ci peuvent être contrôlés à distance par des pilotes entraînés à ce genre de mission. Cependant, malgré toutes les tentatives pour réduire les tensions, la situation entre les humains et les indigènes ne fait qu’empirer.

## Chronologie
La lune extrasolaire Pandora est découverte durant la deuxième moitié du XXIe siècle. Le premier rover s'y pose en 2084, permettant l'exploration de la surface. Vers 2124, les premiers explorateurs humains arrivent et entament la colonisation de l'exolune. L'entreprise privée Resources Development Administration (RDA) y construit le complexe minier de Hell's Gate qui extrait de l'unobtanium, un minerai envoyé sur Terre pour répondre à la crise énergétique,,.
En 2154, l'ancien marine Jake Sully est envoyé sur Pandora en tant que pilote d'avatar,. Il est affecté au groupe du Dre Grace Augustine et est chargé de la sécurité lors des sorties en avatar hors de la base de Hell's Gate. Lors de sa première mission, l'avatar de Jake Sully est séparé du groupe et se retrouve à devoir survivre seul dans la jungle hostile de Pandora. Il rencontre la na'vi Neytiri, du clan Omaticaya, qui vit dans l'Arbre-maison. Après avoir été l'objet d'un signe d'Eywa, la déesse des na'vis, les Omaticayas souhaitent faire de Jake Sully l'un des leurs et Neytiri est chargée de sa formation. Parallèlement, le colonel Miles Quaritch et Parker Selfridge, le représentant de la RDA sur Pandora, chargent Sully de leur transmettre les plans de l'Arbre-maison, car celui-ci est situé sur l'un des plus gros gisements d'unobtanium de la lune. Sully achève sa formation et rejoint le clan Omaticaya. Il tombe également amoureux de Neytiri avec qui il s'accouple. Ayant partagé les plans et les faiblesses des Omaticayas et de l'Arbre-maison avec Quaritch et Selfridge, ces derniers détruisent l'Arbre-maison et font prisonnier Sully, la Dre Grace Augustine et le reste de leur groupe. Ils parviennent à s'échapper, mais Grace est blessée. Les Omaticayas ne réussissent pas à transférer son esprit dans le corps de son avatar et elle rejoint Eywa. Étant parvenu à dompter le plus dangereux prédateur de Pandora, le grand leonopterix, Sully reçoit le titre de « Toruk Makto » et unit les tribus na'vis pour protéger l'Arbre des âmes contre une attaque imminente de Quaritch. Cet arbre est le lieu le plus sacré des na'vis. Ils peuvent y rentrer en contact avec Eywa et leurs ancêtres,. Lors de l'attaque, les forces humaines sont beaucoup plus puissantes que les forces na'vis, qui sont contraintes de battre en retraite. Mais Eywa vient à leur secours et la faune locale s'attaque aux troupes humaines, qui finissent par être vaincues. À l'issue de la bataille, tous les humains sont contraints de retourner sur Terre, à l'exception des scientifiques qui sont autorisés à rester. Jake Sully décide de quitter définitivement son corps humain et de transférer son esprit dans son corps d'avatar.

## Recensement des personnages
Les personnages d’Avatar sont présentés non exhaustivement par ordre alphabétique.
- Haut – A
- B
- C
- D
- E
- F
- G
- H
- I
- J
- K
- L
- M
- N
- O
- P
- Q
- R
- S
- T
- U
- V
- W
- X
- Y
- Z

### A
- Générale Frances Ardmore est un personnage présent notamment dans le film La Voie de l'eau. Quatorze ans après la destruction de Hell's Gate, elle commande un corps expéditionnaire de la RDA dont l'objectif est d'établir une colonie humaine sur Pandora[9],[10].
- Docteure Grace Augustine est un personnage présent notamment dans les films Avatar et La Voie de l'eau. Elle est exobiologiste et dirige le programme AVTR sur Pandora. Elle tente d’apaiser les tensions entre les na'vis et la RDA en fondant une école pour les autochtones. Celle-ci ferme à la suite d'un incident durant lequel plusieurs élèves sont tués par des soldats de la RDA. Lors de l'arrivée de Jake Sully sur l'exolune, elle le prend sous son aile et devient son mentor. Elle est mortellement touchée par un tir du colonel Miles Quaritch, les na'vis n'ont pas réussi à transférer son esprit dans son avatar. Peu après, il est découvert que son avatar est enceinte. L'enfant, prénommé Kiri, est sauvé et adopté par Neytiri et Jake Sully[11],[12],[13].

### C
- Trudy Chacon est un personnage présent notamment dans le film Avatar. Elle est pilote pour la RDA et s'occupe notamment du transport de l'équipe scientifique. Elle déserte et combat sous les ordres de Jake Sully pour protéger l'Arbre des âmes de la destruction. Elle décède durant la bataille[14].

### E
- Eytukan te Tskaha Kamun'itan est un personnage présent notamment dans le film Avatar.
- Eywa est un personnage présent notamment dans les films Avatar et La Voie de l'eau. Elle est la déesse des na'vis. Ceux-ci ont la possibilité de se connecter à elle via leur tresse dans des endroits particuliers tels que l'Arbre des âmes. Dans de rares occasions, elle peut intervenir, comme lors de la bataille des monts Hallelujah où la faune vient en aide aux guerriers na'vis face à la RDA[15]. Selon la Dre Augustine, les connexions entre les arbres de Pandora sont semblables à celles dans le cerveau, Eywa serait alors un superorganisme de la taille de la lune[16].

### K
- Kiri te Suli Kìreysì'ite est un personnage présent notamment dans le film La Voie de l'eau. Elle est la fille de l'avatar de la défunte Dre Grace Augustine et est adoptée par Neytiri et Jake Sully. Elle dispose d'une forte connexion avec Eywa et s'intéresse à la faune et la flore de Pandora[13].

### L
- Lo'ak te Suli Tsyeyk’itan est un personnage présent notamment dans le film La Voie de l'eau. Il est le fils cadet de Neytiri et Jake Sully. Grandissant dans l'ombre de son frère ainé Neteyam, il cherche à être à son niveau, au risque de créer des problèmes[17].

### M
- Mo'at est un personnage présent notamment dans les films Avatar et La Voie de l'eau. Elle est la chamane du clan Omaticaya, elle est donc celle qui interprète la parole d'Eywa[18].

### N
- Neteyam te Suli Tsyeyk'itan est un personnage présent notamment dans le film La Voie de l'eau. Il est le fils ainé de Jake Sully et Neytiri. Lorsque ses parents sont absents, il est chargé de veiller sur le reste de sa fratrie. Il est tué lors d'une attaque du Colonel Quaritch visant à éliminer Jake[19],[20].
- Neytiri te Tskaha Mo'at'ite est un personnage présent notamment dans les films Avatar et La Voie de l'eau. Elle est la fille cadette du chef du clan Omaticaya et de sa chamane. À la suite de la mort de sa sœur ainée, elle doit succéder en tant que chamane à sa mère. Elle est la première à rencontrer Jake Sully après qu'il s'est retrouvé isolé de son groupe. Elle le forme aux usages de son clan et entame une relation avec lui. Après la bataille des monts Hallelujah, elle fonde une famille avec Sully qui est devenu le chef de son clan. Cependant quatorze ans plus tard, le retour des terriens sur Pandora les obligent à se cacher auprès d'un autre clan[21].

### P
- Docteur Max Patel est un personnage présent notamment dans les films Avatar et La Voie de l'eau.

### Q
- Colonel Miles Quaritch est un personnage présent notamment dans les films Avatar et La Voie de l'eau.

### R
- Ronal est un personnage présent notamment dans le film La Voie de l'eau.

### S
- Parker Selfridge est un personnage présent notamment dans les films Avatar et La Voie de l'eau.
- Miles « Spider » Socorro est un personnage présent notamment dans le film La Voie de l'eau. Il est le fils de Paz Socorro et du colonel Miles Quaritch (sa mère l'a nommée ainsi en hommage à son père). Encore bébé au décès de ses deux parents, il reste sur Pandora et est élevé par les scientifiques humains restés aux côtés de Jake Sully. On le voit souvent traîner avec les enfants de Jake et Neytiri.
- Paz Socorro est un personnage n'apparaissant pas dans les films. Elle est la mère de Miles Socorro alias « Spider ». Il est issu d'une liaison avec le colonel Miles Quaritch, les rapprochements entre membres du personnel étant interdits, la relation est gardée secrète. Pilote, elle participe peu après avoir accouché à la destruction de l'Arbre-maison. Durant cette mission, elle est mortellement touchée par une flèche Omaticaya[22].
- Norman Spellman est un personnage présent notamment dans les films Avatar et La Voie de l'eau.
- Jake Sully est un personnage présent notamment dans les films Avatar et La Voie de l'eau. Ancien soldat de l'United States Marine Corps, il est envoyé sur Pandora pour remplacer son frère assassiné afin de piloter un avatar. Celui-ci se retrouve isolé dès la première mission, il est recueilli par les Omaticayas qui font de lui l'un des leurs. Opposé aux pratiques de la RDA, il parvient à unifier les clans na'vi et quelques alliés humains contre elle. Il sort victorieux de la bataille des monts Hallelujah, à l’issue de laquelle la RDA est contrainte de quitter Pandora, seuls quelques scientifiques sont autorisés à rester[6]. Il devient le chef du clan Omaticaya et fonde une famille avec Neytiri. Lorsque la RDA est de retour quatorze ans plus tard, Jake devient l'ennemi numéro un et doit se cacher auprès du clan Metkayina[23].
- Tom Sully est un personnage présent notamment dans le film Avatar. Il est le défunt frère de Jake Sully.
- Sylwanin te Tskaha Mo'at'ite est un personnage présent notamment dans le film Avatar. Il s'agit de la sœur ainée de Neytiri[24]. Un jour en 2152, au lieu d'aller à l'école de la Dre Augustine, elle mène un groupe de jeunes Omaticayas contre un bulldozer de la RDA. Elle et ses compagnons sont pourchassés par des soldats jusque dans l'enceinte de l'école où elle est exécutée[6].

### T
- Tonowari est un personnage présent notamment dans le film La Voie de l'eau.
- Tsu’tey te Rongloa Ateyo'itan est un personnage présent notamment dans le film Avatar.
- Tuktirey « Tuk » te Suli Neytiri'ite est un personnage présent notamment dans le film La Voie de l'eau. Elle est la benjamine de Neytiri et Jake Sully et a sept ans lors du retour des terriens sur Pandora[25].

### W
- Caporal Lyle Wainfleet est un personnage présent notamment dans les films Avatar et La Voie de l'eau.

- Haut – A
- B
- C
- D
- E
- F
- G
- H
- I
- J
- K
- L
- M
- N
- O
- P
- Q
- R
- S
- T
- U
- V
- W
- X
- Y
- Z